# Aegopogon cenchroides
Aegopogon cenchroides là một loài thực vật có hoa trong họ Hòa thảo. Loài này được Humb. & Bonpl. ex Willd. mô tả khoa học đầu tiên năm 1806.